# سیستم‌های آب‌وهوایی (آلبوم)
| بررسی انتقادی | بررسی انتقادی |
| منبع          | رتبه‌بندی      |
| ------------- | ------------- |
| آل‌میوزیک      | [ ۱ ]         |
| Metal Wani    | [ ۲ ]         |

سیستم‌های آب و هوایی (به انگلیسی: Weather Systems)‏ نهمین آلبوم استودیویی گروه راک آناتما است. این آلبوم در ۱۶ آوریل ۲۰۱۲ توسط Kscope در اروپا و در ۲۴ آوریل ۲۰۱۲ توسط The End Records در آمریکا منتشر شد.

## لیست ترانه‌ها
فهرست رسمی تمام ترانه‌های این آلبوم در ۲ فوریه ۲۰۱۲ اعلام شد.
تمام ترانه‌ها توسط دنییل کاوانا نوشته شده است، غیر از ترانه‌ای که اشاره شده.
1. "Untouchable, Part 1" - 6:14
2. "Untouchable, Part 2" - 5:33
3. "The Gathering of the Clouds" - 3:27
4. "Lightning Song" - 5:25
5. "Sunlight" - 4:55
6. "The Storm Before the Calm" - 9:24 (جان داگلاس)
7. "The Beginning and the End" - 4:53
8. "The Lost Child" - 7:02
9. "Internal Landscapes" - 8:52